# Polydesmus claviger
Polydesmus claviger är en mångfotingart som beskrevs av Carl Oscar von Porat 1894. Polydesmus claviger ingår i släktet Polydesmus och familjen plattdubbelfotingar. Inga underarter finns listade i Catalogue of Life.